# Ari Ankorin
Ari Ankorin (hebrejsky: ארי אנקוריון, rodným jménem ארי וולוביצקי, Ari Wolkowicki, žil 2. října 1908 – 11. března 1986) byl izraelský politik a poslanec Knesetu za strany Mapaj a Ma'arach.

## Biografie
Narodil se ve městě Kalwaria v tehdejší Ruské říši. Vystudoval židovskou základní školu a pak studoval židovskou střední technickou školu ve Vilkoviški. Na Kaunaské univerzitě vystudoval právo. Absolvoval také studia na London School of Economics. Získal doktorát z filozofie a osvědčení pro výkon profese právníka. V roce 1933 přesídlil do dnešního Izraele. Pracoval jako právník v Jeruzalémě a novinář.

## Politická dráha
V mládí se angažoval v sionistické studentské organizaci v Kaunasu. V letech 1934–1935 byl členem sekretariátu strany Mapaj, pro list Davar pracoval v letech 1936–1938 jako zpravodaj v Londýně. V letech 1940–1946 byl právním poradcem firmy Chevrat Ovdim, napojené na odborovou centrálu Histadrut.
V izraelském parlamentu zasedl poprvé po volbách v roce 1961, do nichž šel za Mapaj. Mandát ale získal až dodatečně, v červenci 1965, jako náhradník. Pracoval v parlamentním výboru pro zahraniční záležitosti a obranu. Ve volbách v roce 1965 kandidoval za Ma'arach. Opět se ale poslancem stal až jako náhradník, v únoru 1969. Byl pak členem výboru pro ústavu, právo a spravedlnost a výboru House Committee. Mandát za Ma'arach obhájil ve volbách v roce 1969, po nichž byl členem výboru pro ústavu, právo a spravedlnost a předsedou výboru House Committee. Opětovně se zvolení dočkal na kandidátce Ma'arach ve volbách v roce 1973, po nichž se opět stal členem výboru pro ústavu, právo a spravedlnost a předsedou výboru House Committee.